# Maccagno

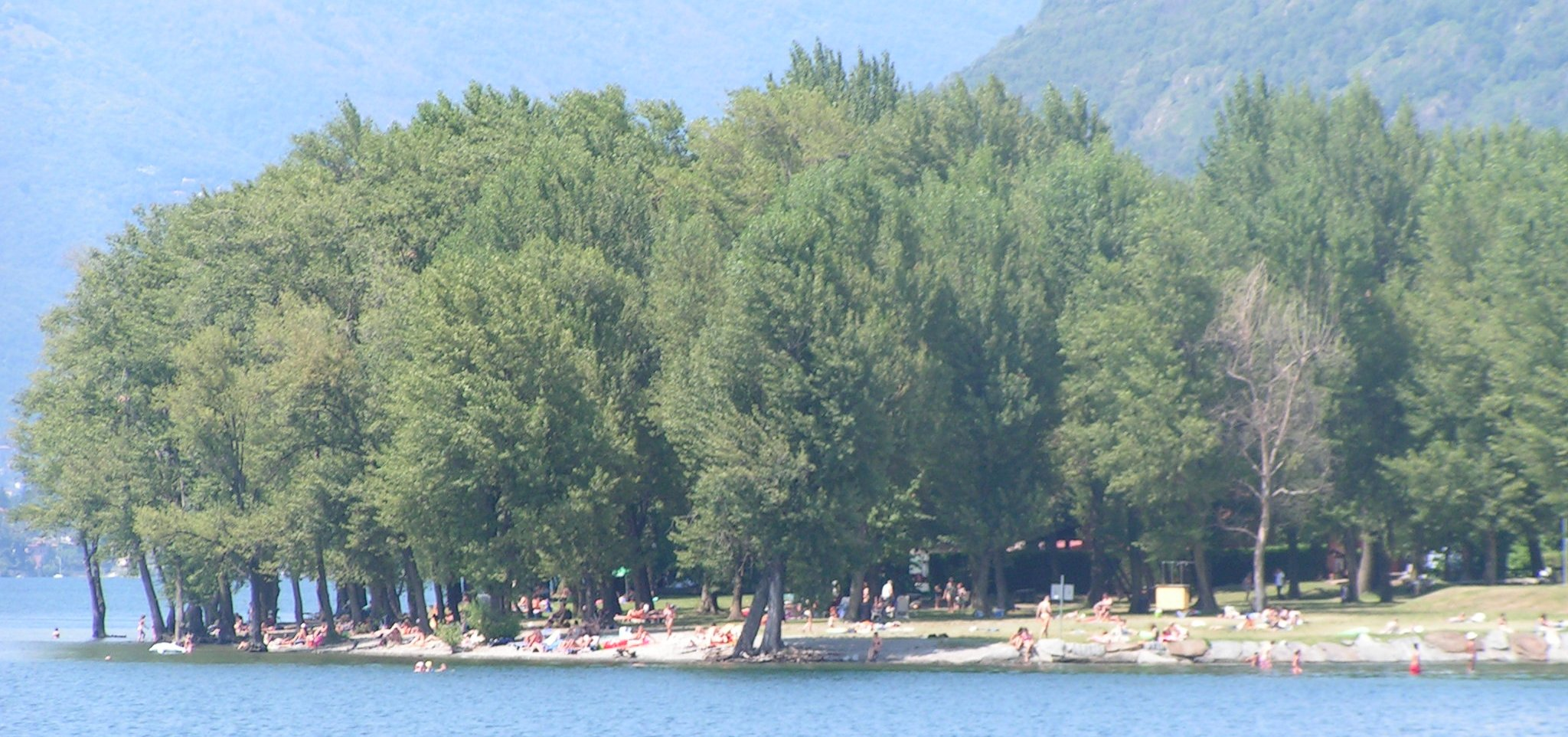
Der Badestrand von Maccagno

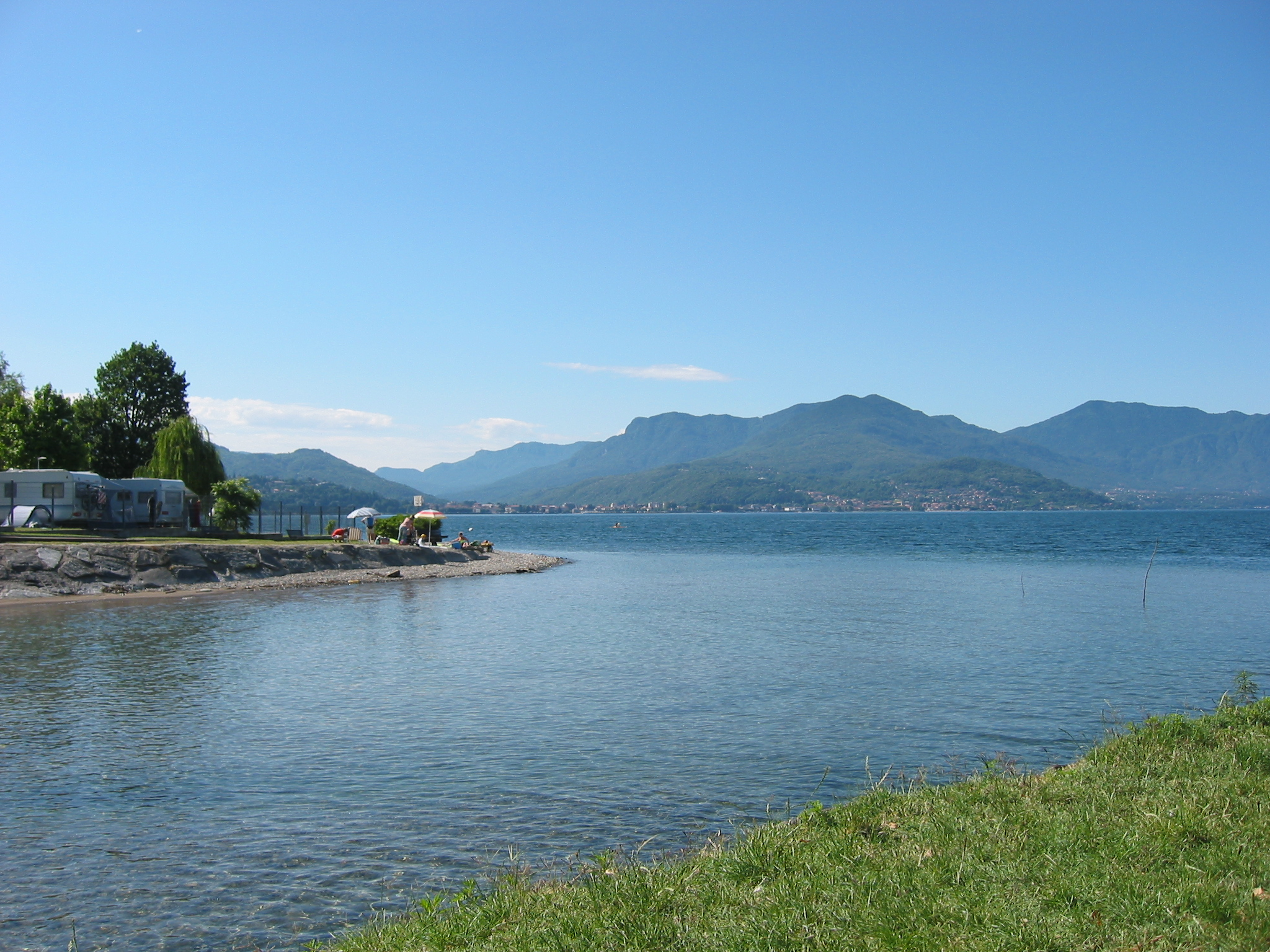
Die Mündung des Flusses Giona in den Lago Maggiore

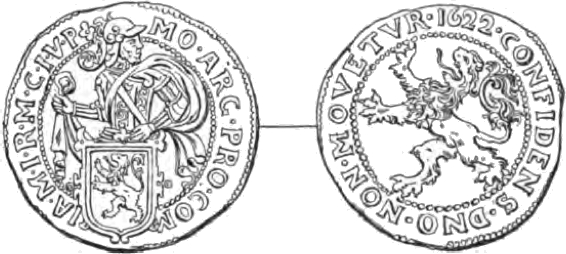
Ein Taler aus Maccagno (1622)

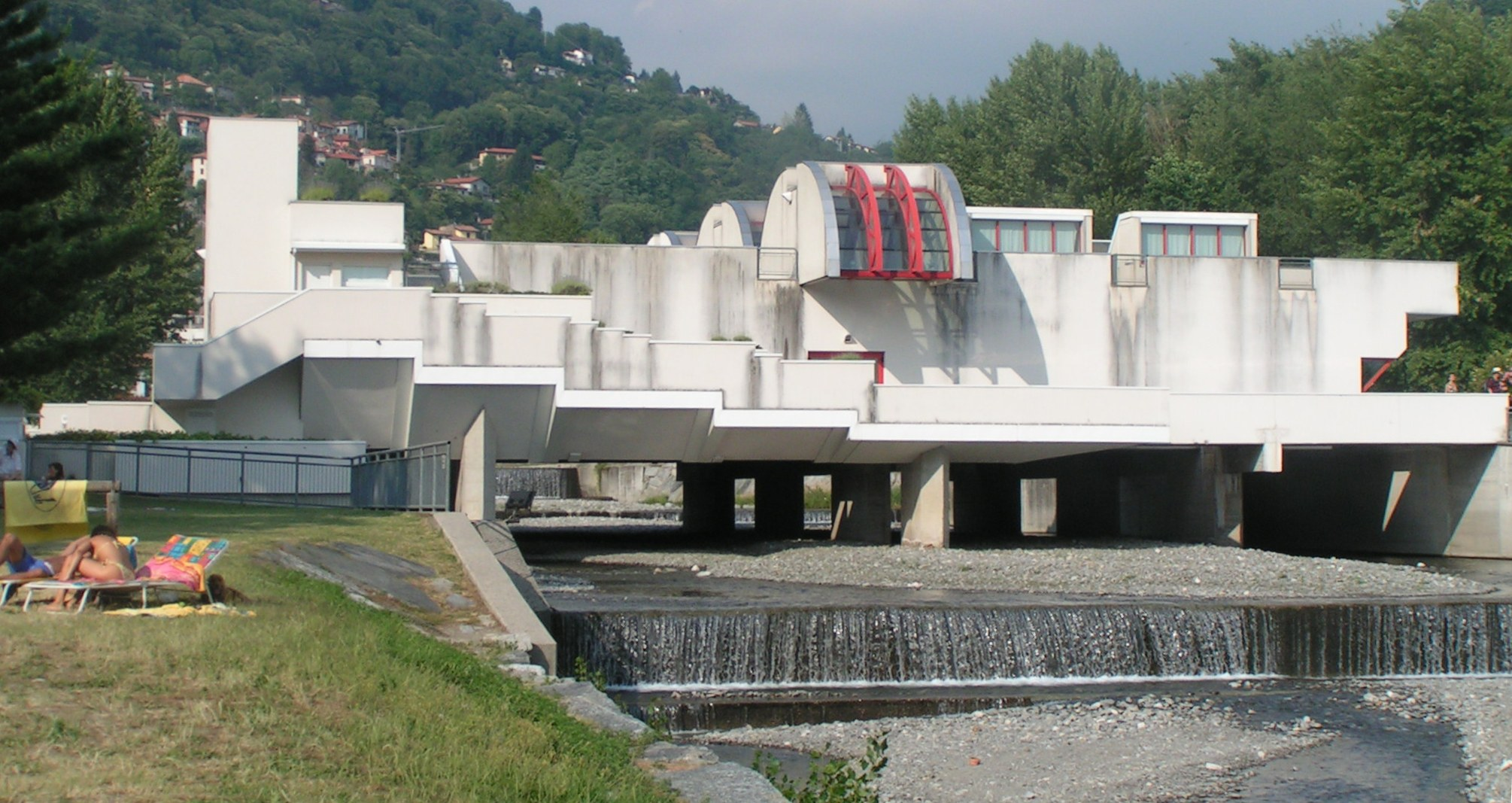
Kunstmuseum Maccagno

Maccagno ist eine Fraktion der italienischen Gemeinde Maccagno con Pino e Veddasca in der Provinz Varese, Region Lombardei.

## Geographie
Der Ort liegt am Ostufer des Lago Maggiore auf einer Höhe von 210 m s.l.m. und teilt sich in einen oberen Ortsteil Maccagno superiore und den direkt am See gelegenen Ortsteil Maccagno inferiore, die durch den Fluss Giona getrennt werden.

## Geschichte
Gesicherte Aufzeichnungen sind seit dem Jahr 926 überliefert, als Maccagno Superiore Teil des Lehens der „Vier Täler“ wurde.
Einer Legende nach sollen die Einwohner von Maccagno Inferiore Kaiser Otto den Großen während seines Italienfeldzuges gegen Berengar II. gastfreundlich aufgenommen haben, worauf Otto den Ort als Dank für erwiesene Dienste zur freien Grafschaft erhoben und als freies Lehen an Fazio und Robaconte Mandelli vergeben habe. Gesichert ist, dass Heinrich IV. im Jahr 1110 den Grafen Ottone Mandelli als Lehnsherren bestätigte und Karl V. im Jahr 1541 Giacomo Mandelli zum Grafen des Heiligen Römischen Reiches ernannte. Er erhielt das Recht, einen Markt abzuhalten, der seitdem regelmäßig stattfindet, inzwischen allerdings im fünf Kilometer südlich gelegenen Luino.
Eine nachhaltige Veränderung ergab sich am 18. Juli 1622, als Ferdinand II. dem Grafen Giacomo das Recht verlieh, Münzen zu prägen, womit die Münzstätte von Maccagno begründet wurde. Auf dem Markt wurde insbesondere Getreide in großem Umfang gehandelt, das auf dem Wasserweg herantransportiert wurde. Als jedoch ein Gesetz eingeführt wurde, das den Getreideexport untersagte, verlor der Markt seine Bedeutung an Handelszentren, die sich unter der Kontrolle der Borromäer befanden. Die Bemühungen des Gebiets, die Eigenständigkeit zu erhalten, waren letztlich vergeblich: Im Jahr 1692 musste Maccagno auf seine Autonomie verzichten und unterwarf sich einer mächtigen Mailänder Familie: Giovanni Battista Mandelli, der letzte Lehnsherr, verkaufte das Lehen an den Grafen Carlo IV. Borromeo.
Maccagno Inferiore war ein kaiserliches Lehen. Obwohl über den Ursprung der Schenkung nichts bekannt sind, ist es erwiesen, dass die Familie Mandelli schon im 13. Jahrhundert Rechte auf das Gebiet hatte, wie auch auf andere Ländereien in derselben Gegend. Die Besteuerung beschränkte sich auf die dem Kaiser und dem Lehnsherrn geschuldeten Abgaben, unter Ausschluss anderer Lasten, denen die vom Herzogtum Mailand abhängigen Länder unterworfen waren. In den Jahren 1441 und 1464 bestätigten die Mailänder Richter den Rechtsstatus des Ortes. Im Jahr 1622 erhielt die Familie Mandelli das Recht, Münzen zu prägen, was auch durch spätere Diplome bestätigt wurde.
Die Gemeinde Maccagno wurde durch Statuten geregelt, die wahrscheinlich zwischen dem Feudalherrn und den Einwohnern vereinbart wurden; verschiedene öffentliche Funktionen wurden 1237 einem Gualdamagno anvertraut. In der zweiten Hälfte des 13. Jahrhunderts ist erstmals die institutionelle Figur des Bürgermeisters fassbar, der unter zwei Konsuln gewählt wurde und für die Lösung der Probleme und Streitigkeiten der Gemeinde zuständig war. Die Amtszeit der Konsuln betrug ein Jahr. Zu ihren Aufgaben gehörte es, für die Einhaltung des Gesetzes zu sorgen, Gewichte und Maße zu kontrollieren, die Straßen instand zu halten, die Ufer des Flusses Giona und die Nutzung des Wassers zu überwachen und die Preise für Brot und Wein festzulegen. Dieselben Konsuln beriefen die „Nachbarschaft“, d. h. die Versammlung des Territoriums, ein und waren auch für die Aufbewahrung der Archivpapiere zuständig, die in einem als Archiv genutzten Raum des Adelspalastes aufbewahrt wurden. Im 17. und 18. Jahrhundert wurde das Archiv von einem Aktuar verwaltet.
Die Konsuln wurden bei ihrer Tätigkeit von den campari unterstützt, die die Stadt und das Gebiet bewachten. Die Konsuln selbst, aber auch der Bürgermeister, der Podestà oder der Gualdamagno hatten ebenfalls vom Lehnsherrn delegierte gerichtliche Funktionen; in Angelegenheiten von größerer Bedeutung konnte aber auch ein Richter von außerhalb des Lehens angerufen werden. In jedem Fall war die Gerichtsbarkeit der Richter des Herzogtums Mailand ausgeschlossen. Ein Dokument aus dem Jahr 1294 spricht von einem Statut der Gemeinde Maccagno Inferiore, in dem auch die Campari des Gebiets erwähnt werden. Die Statuten von 1433 sahen zwei consules et rectores und kleinere Beamte, die camparii und extimatores, vor. Die Gemeinschaft hatte das Recht, ihre eigenen Regeln festzulegen und jedes Jahr die Konsuln, die vom Gemeinschaftskonsilium unterstützt wurden, und die campari zu wählen. Kein Ausländer durfte ohne die Erlaubnis der Nachbarschaft Immobilien auf dem Gebiet der Gemeinde erwerben.
Mit der Ergänzung der Statuten im Jahr 1512 wurden die Befugnisse der Beamten präzisiert. Der Text erwähnte einen einzigen, von der Nachbarschaft gewählten Konsul, der mit Hilfe der campari Recht sprach, das private und kollektive Eigentum überwachte und die landwirtschaftlichen Erzeugnisse auf dem Lande bis zum Ende der Ernte, die auf Allerheiligen festgelegt war, bewachte. Die verhängten Bußgelder mussten an die Gemeinde gezahlt werden. Der Text der Statuti ed ordini della terra di Maccagno imperiale vom 1. Mai 1569 sah zwei Konsuln vor, die von der Gemeinde am 1. Januar eines jeden Jahres gewählt wurden und Verwaltungs- und Rechtsprechungsaufgaben hatten. Die scheidenden Konsuln wurden für das neue Jahr zu Schätzern ernannt. Am selben Tag wurde ein Camparo gewählt, der von den Konsuln vereidigt wurde und die Aufgabe hatte, die Güter und Tiere des Territoriums zu überwachen. Ein weiterer am 1. Januar gewählter Beamter war der Schatzmeister.
Als der Hauptzweig der Familie Mandelli 1668 ausstarb, wurde das Lehen von dem Wiener Baron Walderode gekauft. Im Jahr 1679 von der Familie Mandelli zurückerlangt, wurde es schließlich 1692 an den Grafen Carlo Borromeo Arese verkauft, aber der Verkauf wurde erst 1718 mit der kaiserlichen Unterzeichnung der Lehnsurkunde wirksam. Die Familie Borromeo ernannte einen Podestà, auch Leutnant genannt, als ihren Vertreter in der Gemeinde. Mit der Rechtsprechung und dem Vorsitz des Gerichts wurde der Prätor von Cannobio betraut.
Auf der Grundlage des Regionalgesetzes Nr. 8 vom 30. Januar 2014 fusionierten fünf Tage später die bis dahin selbständigen Gemeinden Maccagno, Pino sulla Sponda del Lago Maggiore und Veddasca zur neuen Gemeinde Maccagno con Pino e Veddasca. Die Gemeinde hatte am 31. Dezember 2013 2065 Einwohner auf einer Fläche von 16 km². Zur Gemeinde gehörten die Fraktionen Campagnano, Caviggia, Entiglio, Garabiolo, Monte Venere, Musignano, Orascio, Pianca, Piantonazzo, Sarangio und Veddo. Nachbargemeinden waren Agra, Cannobio (VB), Dumenza, Luino, Pino sulla Sponda del Lago Maggiore, Tronzano Lago Maggiore und Veddasca.

## Tourismus
Maccagno verfügt über einen mehrere hundert Meter langen Kiesbadestrand mit ausgebauter touristischer Infrastruktur in der Nähe des Ortszentrums und über ein Museum für moderne Kunst.

## Sehenswürdigkeiten
- Pfarrkirche Sant’Antonio abate in Garabiolo mit Fresken des Malers Antonio da Tradate[1][2]
- Kirche San Materno in Maccagno Superiore[3]
- Kirche Santi Stefano e Michele in Maccagno Inferiore[4]
- Oratorium Madonna della Punta in Maccagno Inferiore[5]
- La Torre Imperiale
- Ehemalige Zecca (Münzprägestelle)
- Museum Parisi Valle di Arte Contemporanea,[6] erbaut von Architekt Maurizio Sacripanti

## Söhne und Töchter
- Antonio da Musignano genannt Lombardo (* um 1445 in Musignano, Fraktion von Maccagno; † nach 1510 in Urbino), Sohn des Giacomo, Bildhauer in Perugia[7]
- Domenico della Bella genannt Macaneo (* 1466 in Maccagno; † 1530 ebenda), Lokalhistoriker, Autor der Chorographia Verbani laci und der Epitomae historicae novem ducum Sabaudorum[8]
- Ferdinando Caronesi (* 11. Oktober 1794 in Maccagno Superiore; † 24. Oktober 1842 in Turin), Architekt des Neoklassizismus (Bildende Kunst)
- Angelo Pedroni (1914–1992), Erzbischof und Diplomat des Heiligen Stuhls